# ユリ・ホセイ
ユリ・ホセイ（Yuri Hosei、日本語: ホセイ有栞、2005年5月20日 - ）は、パラオの水泳（競泳）選手。2024年パリオリンピックの競泳競技パラオ代表。日本の三重県伊勢市出身で、2024年現在、上智大学総合人間科学部に通っている。

## 経歴
パラオ人の父・ジェーソンと日本人の母・友依子（ゆいこ）の間に生まれる。母は三重県伊勢市の出身で、ユリは母の故郷で生まれた。6歳の時にパラオに移り、8歳で水泳を始めた。パラオ国内に1つしかない競泳用のプールで練習を積み、そのプールが使えない日は海で50m先のブイに向かって泳いでいた。この経験から「アグレッシブな泳ぎ」を会得し、2021年に世界選手権のパラオ代表選手に選抜された。同選手権では、自己ベストを3秒更新した。
2023年9月21日に上智大学総合人間科学部教育学科に進学し、水泳部に入部した。同学へは第8期ザビエル留学生として入学し、英語による学位取得を目指している。なお、日本語の読み書きもできる。2024年7月、パリオリンピックのパラオ代表に選抜された。代表に選ばれたことは、ファミリーレストランで勉強中に母からの電話で知らされ、以前から選抜の可能性を伝えられていたため、あまり驚かなかったという。むしろ、同時に弟のジオンもパラオ代表に選抜されたことに驚いた。オリンピック出場が決まった後に開催された上南戦では、オリンピック選手ということで、南山大学の学生から一緒に写真を撮るようせがまれた。
パリ・ラ・デファンス・アレナで開かれたパリオリンピック本番では、8月1日に弟のジオンが男子50m自由形の予選4組に出場、25秒67で6位であった。ユリは8月3日の女子50m自由形の予選3組に出場し、バングラデシュ代表のムスト・ソニア・カトゥンと同着の30秒52で6位であった。出場前の目標は自己記録30秒70の更新だったため、実現した。